# 牛温舒
牛 温舒（ぎゅう おんじょ、生没年不詳）は、遼（契丹）の政治家。本貫は范陽郡。

## 経歴
咸雍年間、進士に及第して、小官となった。太安初年、戸部使に累進し、給事中・知三司使事に転じた。道宗に有能を認められ、戸部侍郎の位を加えられ、三司使に転じた。寿昌年間、参知政事に任じられ、同知枢密院事を兼ねた。寿昌4年（1098年）、中京留守を兼任した。部民に正式な任につくよう請願を受け、正式に中京留守となった。召還されてまた三司使となった。
乾統初年、再び参知政事となり、知南院枢密使事をつとめた。乾統5年（1105年）、西夏が北宋の攻撃を受けると、西夏の使者が遼に来て和平の仲介を求めた。乾統6年（1106年）1月、温舒は蕭得里底とともに北宋への使者に立った。温舒は河北で道士の装束をした俳優に会ったところ、その俳優は「土少なくば和あたわず」と言った。そこで温舒は手に耕土を抱いて徽宗に面会した。徽宗がその理由を訊ねると、温舒は「臣は天子の命を受けて和平の斡旋にまいりました。もし従われない場合は、土を持って去るでありましょう」と答えた。宋の朝廷は驚倒して、西夏との和平を許した。温舒は帰国すると、中書令の位を加えられ、まもなく死去した。

## 伝記資料
- 『遼史』巻86 列伝第16